# 第33届八国集团首脑会议

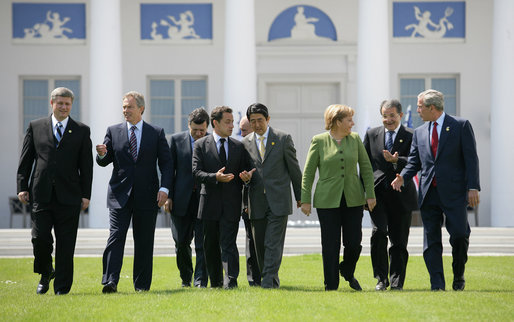
Leaders of the 33rd G8 summit in Heiligendamm, Germany.

第33届八国集团首脑会议（英語：33rd G8 summit）于2007年6月6日至8日在德国北部沿海城市海利根达姆举行。会议的中心议题是全球经济、气候变化、能源的讨论。

## 与会国家及其首脑

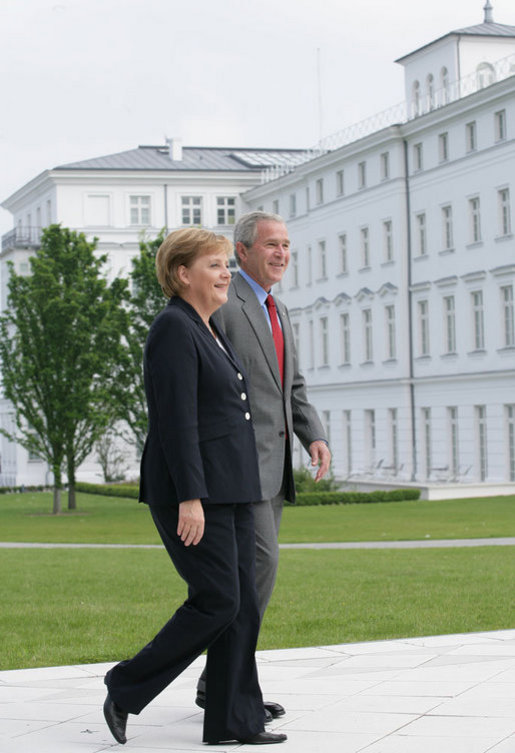
峰会上的默克尔和布什

### 八国集团及欧盟
- 加拿大
  - 总理：斯蒂芬·哈珀
- 法國
  - 总统：尼古拉·萨科齐
- 德国
  - 总理：安格拉·默克尔
- 義大利
  - 总理：罗马诺·普罗迪
- 日本
  - 首相：安倍晋三
- 俄羅斯
  - 总统：弗拉基米尔·普京
- 英国
  - 首相：托尼·布莱尔
- 美国
  - 总统：乔治·沃克·布什
- 欧盟
  - 欧盟委员会主席：若泽·曼努埃尔·杜朗·巴罗索

### 其他國家
- 巴西
  - 总统：路易斯·伊纳西奥·卢拉·达席尔瓦
- 印度
  - 总理：曼莫汉·辛格
- 墨西哥
  - 总统：费利佩·卡尔德龙
- 中华人民共和国
  - 主席：胡锦涛
- 南非
  - 总统：塔博·姆贝基

## 资料来源与参考
- 外部链接：官方网站 （页面存档备份，存于）

| 前任： 第32届八国集团首脑会议 | 八国集团首脑会议 2007年 | 繼任： 第34届八国集团首脑会议 |